# Emilio Gastón
Emilio Gastón Sanz (Zaragoza, 8 de enero de 1935-Ib., 22 de enero de 2018) fue un abogado, político y poeta español.

## Biografía
Hijo de Rafael Gastón, nieto de Emilio Gastón Ugarte, abogado y uno de los pioneros del idioma esperanto en Aragón, quien se trasladó desde su nativo Echo a Zaragoza, aunque la familia siempre mantuvo un vínculo con la población. Sus tías Emilia e Inés fueron también muy activas en el movimiento esperantista y son consideradas a veces las primeras hablantes nativos de esperanto.
Fue compañero de estudios de Guillermo Marraco y José Antonio Labordeta, junto a quienes fundó, en los últimos años del franquismo, el periódico Andalán y, ya en la transición, el Partido Socialista de Aragón (PSA). Representó al PSA como diputado en el Congreso durante la legislatura constituyente (1977-1979), siendo portavoz del Grupo Mixto. Tras la integración de gran parte de la militancia del PSA en el PSOE, Gastón siguió al frente del partido, pero sin volver a conseguir acta de diputado.

## Justicia de Aragón
Desempeñó el cargo de Justicia de Aragón entre el 12 de diciembre de 1987 y el 5 de mayo de 1993, el primero tras la restauración de la democracia en España. En 1996, junto a otras destacadas personalidades de la cultura aragonesa fundó la Asociación de Acción Pública para la Defensa del Patrimonio Aragonés, APUDEPA, de cuyo consejo de dirección formó parte hasta su muerte, el 22 de enero de 2018.
Como poeta colaboró en numerosas revistas literarias y publicó varios libros de poemas.

## Poemarios
- El hombre amigo Mundo, 1958
- Y como mejor proceda digo, 1976
- Pronunciamiento, 1978
- Abandonado en el ensueño como único vehículo de confianza, 1981
- Musas enloquecidas (Prensas Universitarias de Zaragoza, 1986)
- El despertar del hombre selva (Endymion, 1987)
- Emilio Gastón. Antología épica (Amelia Romero ed., l990)
- Manifiestos (Huerga y Fierro, 1995)
- Acracia feliz (La Torre degli Arabeschi, 2007)
- La Subordania: epopeya chesa sin d´acabanza (Rolde de Estudios Aragoneses, 2007)

| Predecesor: Blas de Canellas | Justicia de Aragón 12/12/1987-05/05/1993 | Sucesor: Juan Bautista Monserrat Mesanza |